# Municipio de Walker (condado de Franklin)
El municipio de Walker (en inglés: Walker Township) es un municipio ubicado en el condado de Franklin en el estado estadounidense de Arkansas. En el año 2010 tenía una población de 333 habitantes y una densidad poblacional de 5,6 personas por km².

## Geografía
El municipio de Walker se encuentra ubicado en las coordenadas 35°36′55″N 93°54′8″O / 35.61528, -93.90222. Según la Oficina del Censo de los Estados Unidos, el municipio tiene una superficie total de 59.51 km², de la cual 59,5 km² corresponden a tierra firme y (0,01 %) 0,01 km² es agua.

## Demografía
Según el censo de 2010, había 333 personas residiendo en el municipio de Walker. La densidad de población era de 5,6 hab./km². De los 333 habitantes, el municipio de Walker estaba compuesto por el 97 % blancos, el 1,5 % eran amerindios, el 0,6 % eran de otras razas y el 0,9 % eran de una mezcla de razas. Del total de la población el 0,9 % eran hispanos o latinos de cualquier raza.